# Těrlicko
Těrlicko (polsky Cierlicko, německy Tierlitzko) je obec v okrese Karviná, jedna z nejstarších doložených obcí v Těšínském Slezsku. Rozkládá se na svazích Těšínské pahorkatiny na řece Stonávce mezi městy Havířov (do jehož správního obvodu Těrlicko spadá) a Český Těšín v Moravskoslezském kraji. Těrlicko je známé především díky stejnojmenné údolní nádrži. Žije zde přibližně 4 900 obyvatel.

## Části obce
- Dolní Těrlicko
- Horní Těrlicko
- Hradiště (od 1. ledna 1975)

## Název
Nejstarší název, který osada dostala, zřejmě bylo Tr(d)lí odvozené od slovesa třieti – „třít“ (jehož některé tvary měly základ tr- (například tru)) a mající význam „místo, ve kterém se něco tře (ryby nebo ledové kry apod.)“. Tento základ dostal zdrobnělinu Trlíce a to bylo zdrobněno další příponou na Trlíčko. V místní nářečí měly zdrobnělé tvary podobu Ćerlice a Ćerlicko a protože hlásková skupina će byla chápána jako protiklad spisovnému tě, byl vytvořen tvar Těrlicko. Koncem 16. století byla vesnice rozdělena na dvě, které se rozlišovaly přívlastky Dolní a Horní. Podoba jména v písemných pramenech: Cierlitzko (1229), Czerliczcho (1250), Sierliczko (1268), Tczirla (1430), Czirlaw (1440), Czerlitzko (1447), Čerličko (1473), Tierlitzko (1523), Czerlisko (1652), Czerlitzko (1679), Tierliczko (1736), Trlíčko (1921).

## Historie
Podle archeologických výzkumů se předpokládá, že obec Těrlicko je stará okolo jednoho tisíce let. První doložená písemná zmínka však pochází z roku 1229, což obec řadí k nejstarším na Těšínsku. Těrlicko je tehdy zmiňováno se statky orlovského benediktínského kláštera (založeném v roce 1227) spolu s obcemi Doubrava, Chotěbuz, Vrbice, Záblatí a Žukov. Mniši tohoto kláštera tehdy přiváděli na území obce zemědělské osadníky, kteří se zabývali zejména pěstování lnu a chovu ovcí. V roce 1268 je poprvé zmiňována Jaškovská krčma, která se tak řadí k nejstarším pohostinstvím ve Slezsku. Roku 1305 se objevuje v souvislosti s biskupskými statky první zmínka o vsi Hradiště. V roce 1429 jsou zmínky o pobytu husitských vojsk v Těrlicku, husitství zde však kořeny nezapustilo.
Těrlicko, podobně jako většina okolních obcí, často měnilo své majitele. V roce 1440 se obec stala součástí skočovského panství, jehož držitelem byla kněžna Eufemie a následně její syn Přemysl II. Těšínský z rodu Piastovců. Dalšími majiteli byli Machník Kornic z Těrlicka (od 1454), Mikuláš House z Těrlicka (od 1466) či Kryštof z Pruchné (od 1470). Na konci 16. století byla obec rozdělena na Dolní a Horní Těrlicko, které pak měly různé majitele.

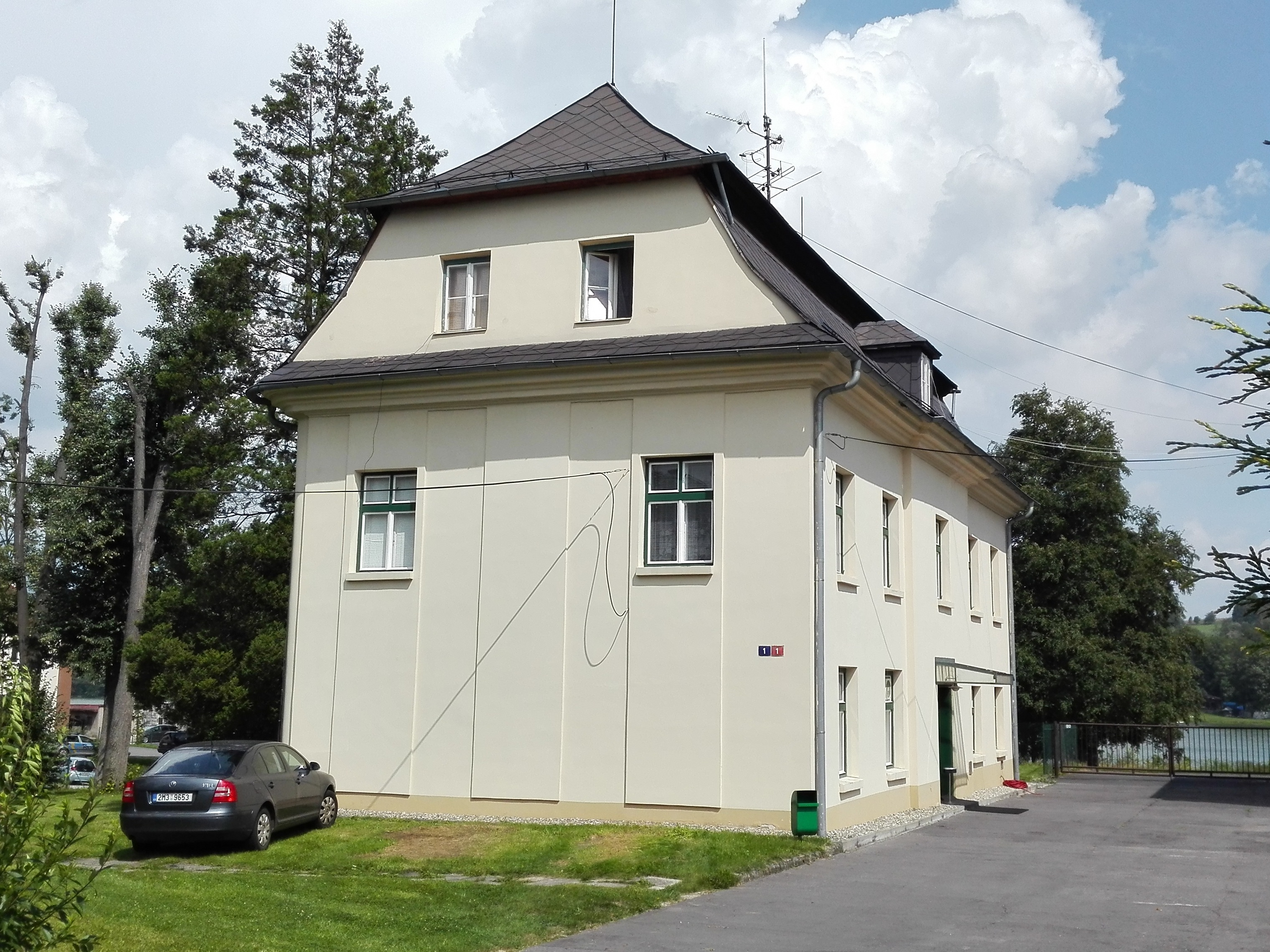
Larischův zámeček v Horním Těrlicku

V letech 1626 až 1627 vpadla do Slezska dánská vojska, a Těrlicko nezůstalo výjimkou, Dáni zde přezimovali a také do obce přitáhli mor, kterému podlehly desítky místních obyvatel. V letech 1647 až 1648 Těrlicko pro změnu čelilo nájezdům a drancování švédských vojsk – mnoho obyvatel Těrlicka tehdy uprchlo do hor. První škola v obci byla založena benediktiny ve 13. století. a v roce 1794 nová zděná škola. Evangelická škola byla založena v roce 1852 a výuka probíhala v němčině a polštině. V roce 1731 přešlo (Dolní i Horní) Těrlicko do majetku rodu Larischů, kteří jej drželi až do roku 1926 – stali se tak posledními šlechtickými majiteli obce.
Roku 1850 se datuje vznik první evangelické školy v Horním Těrlicku, v roce 1863 byla obec opět rozdělena na Horní (Ober Tierlitzko) a Dolní (Nieder Tierlitzko) Těrlicko, 1907 byl založen Dělnický dům, o rok později ochotnická požární jednotka a v roce 1920 česká škola. Podle rakouského sčítání lidu v roce 1910 mělo celé Těrlicko 2004 obyvatel, z nichž 1979 (98,7 %) bylo polsky, 16 (0,79 %) německy a 9 (0,44 %) česky mluvících. Po první světové válce a rozpadu Rakouska-Uherska se Těrlicko stalo součástí sporného území Těšínska, o které usilovalo nově vzniklé Československo a Polsko. Na velvyslanecké konferenci ve Spa 28. července 1920 bylo Těšínsko rozděleno mezi obě země a Těrlicko připadlo do jeho československé části. V předvečer druhé světové války byla v říjnu 1938 československá část Těšínska opět anektována polským vojskem, které však po roce vystřídalo vojsko německé – tehdy už byla druhá světová válka v plném proudu. Těrlicko bylo v letech 1939 až 1945 přičleněno přímo k Německu, jako součást kraje Oberschlesien. Obec byla osvobozena Rudou armádou 3. května 1945.
Vývoj Těrlicka po druhé světové válce, už opět jako součásti Československa, znamenal nejprve poválečnou obnovu včetně elektrifikace obce v roce 1949, aby nedlouho poté musela velká část Těrlicka ustoupit nově plánované přehradní nádrži Těrlicko, budované v letech 1955 až 1962. Zatopeno bylo 141 objektů, včetně veřejných budov a kostela. Současně bylo vybudováno Těrlicko nové. V roce 1953 bylo zřízeno místní zdravotní středisko, v roce 1966 byla otevřena požární zbrojnice v Hradišti, v roce 1971 kulturní dům tamtéž a v první polovině 90. let 20. století proběhla v Těrlicku rozsáhlá plynofikace.
Celé území dnešního Těrlicka spadalo v letech 1848 až 1960 pod politický okres Těšín (od r. 1927 Český Těšín), ve všech jeho postupných podobách, a od roku 1960 je součástí okresu Karviná. Od roku 2003 je obec taktéž ve správním obvodu obce s rozšířenou působností Havířova. Dosud samostatné obce Horní a Dolní Těrlicko byly spojeny v jeden celek 1. 2. 1964 a od 1. 1. 1975 byla k Těrlicku připojena také obec Hradiště. V roce 2014 byly v obci oficiálně zavedeny názvy ulic.

## Slavní rodáci
- Jakub Galač (c. 1665–1725), selský písmák
- Wacław Aleksander Maciejowski (1792–1883), právní historik a slavista
- Ernest Farnik (1871–1944), učitel, germanista, autor jazykovědných a etnografických studií
- Józef Mrózek (1882–1962), protestantský myslitel, zakladatel sborů otevřených bratří na Těšínsku
- Karol Kotula (1884–1968), evangelický teolog a biskup Evangelicko-ausburské církve v Polsku
- Alfréd Bolek (1909–1993), profesor na ČVUT
- Ewelina Krygiel (1911–1988), učitelka a posléze evangelická diakonka Polského evangelického diakonátu

Na přelomu 18. a 19. století sídlil v Hradišti Georg Friedrich Erdmann Klette von Klettenhof.

## Pamětihodnosti

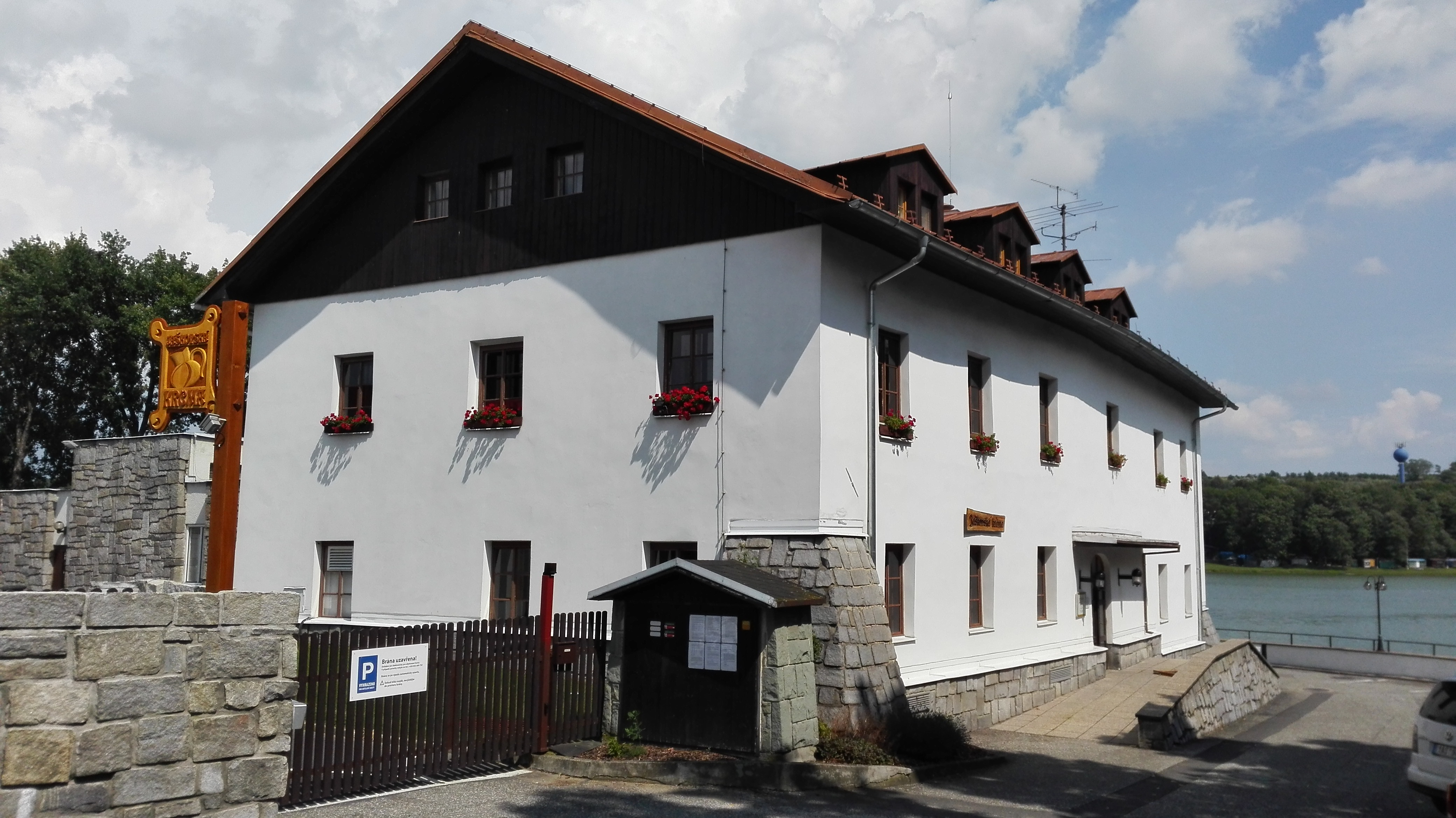
Jaškovská krčma (1268) na břehu přehradní nádrže Těrlicko v současné podobě

- Żwirkowisko – památník letců Źwirka a Wigury, tzv. Žwirkovisko (Horní Těrlicko, lokalita Kostelec) – památník významných polských letců pilota Franciszka Żwirka a mechanika Stanisława Wigury, kteří zde 11. září 1932 havarovali a zahynuli. Původní památník byl zničen v roce 1940 nacistickým vojskem, obnovený památník z roku 1950 vytvořil sochař Julius Pelikán z Olomouce.[6]
- Jaškovská krčma (Horní Těrlicko) – nejstarší dochovaná budova v obci (první zmínka o Jaškovické pánské krčmě pochází z roku 1268) se nacházela na historické cestě mezi Opavou a Těšínem (cesta dnes přerušena přehradou). Traduje se, že se byla útočištěm lapků a lupičů, kteří přepadávali pocestné. Poté naopak sloužila jako strážnice k ochraně pocestných a k výběru mýta. Budova vyhořela v roce 1692, hned poté byla obnovena do dnešní podoby, v interiéru je však možno vidět původní klenby. Objektu je také sklepení ze 13. století a podzemní chodba. Ve druhé polovině polovině 20. století sloužila jako součást rekreačního střediska Dolu ČSM, dnes se zde nachází restaurace a hotel.
- Larischův zámeček (Horní Těrlicko) – skromné sídlo z počátku 19. století. Původní zámecká zahrada nebyla dochována. Dnes zámek slouží jako rekreační objekt v majetku Policie ČR a je veřejnosti nepřístupný.
- barokní sousoší sv. Jana Nepomuckého (Horní Těrlicko) – pochází z roku 1778 a nachází se na rohu zámecké zahrady. Na podstavci zdobeném šlechtickými erby s barokním ornamentem je postava světce na oblacích s andílky.
- Larischův letohrádek (Horní Těrlicko, lokalita Kostelec) – empírová venkovská stavba, která byla vybudována pravděpodobně v letech 1801–1804 hrabětem Larischem ve velké ovocné zahradě. Později sloužil jako byt zahradníka. Na stavbu navazuje tzv. hladová zeď, která byla vystavěna v 1847 na ochranu zahrady. V současnosti slouží letohrádek jako soukromý byt a je veřejnosti nepřístupný.
- Kostel sv. Vavřince (Horní Těrlicko, lokalita Kostelec) – na místě dnešního kostela stával malý kostelík Sv. Vavřince, který byl však pro neutěšený stav rozebrán a na jeho místě byl postaven v letech 1889 až 1891 dnešní kostel, který se stal po zatopení kostela Nejsvětější Trojice v Horním Těrlicku v roce 1962 sídlem farnosti.
- Evangelický kostel (Horní Těrlicko, lokalita Osekovice) – postaven v letech 1966 až 1967 dle návrhu Bronislava Firly.
- Pamětní deska na počest osvobození (Horní Těrlicko) – byla odhalena u příležitosti 30. výročí konce 2. světové války dne 9. 5. 1975 u kulturního domu na těrlickém náměstí.

## Další turistické a společenské zajímavosti
- Vodní nádrž Těrlicko – údolní nádrž se sypanou hrází (ve své době největší ve střední Evropě) budovaná v letech 1955 až 1962, které padla za oběť velká část původního Těrlicka. Byla vybudována jako zásobník průmyslové vody pro podniky na Karvinsku a Třinecku, současně slouží pro rekreační a sportovní vyžití.
- Naučná stezka Těrlické mokřady (Horní Těrlicko, lokalita Zelené Město) – 2,5 km dlouhá trasa pro pěší v okolí horní záchytné nádrže Těrlické přehrady a meandrující řeky Stonávky. Oblast je cenná pro výskyt vodního ptactva, obojživelníků a flory lužních lesů. Stezka je vybavena vzdělavacími informačními panely a je přístupná celoročně.
- Sochařský park (Hradiště, ul. Vyhlídková, jižní úbočí Babí hory) – základem této sochařské galerie v přírodě se stal rok 2002, kdy byla do lokality Horní Dvůr přemístěna část skulptur ze sochařského sympozia v Ostravě na Landeku. V roce 2009 zde byl slavnostně vyhlášen Sochařský park Těrlicko-Hradiště, ve kterém postupem času přibývá řada jedinečných soch doplněných krásnými výhledy na Moravskoslezské Beskydy. V letech 2017 až 2018 došlo k přemístění parku na jižní úbočí Babí hory.
- Babí hora (Hradiště) – nejvyšší vrchol na území obce Těrlicko a druhý nejvyšší v Těšínské pahorkatině i v okrese Karviná. Jeho nadmořská výška činí 423,2 m.
- Havířovský zlatý kahanec (v letech 1967–1990 Zlatý kahanec) – mezinárodní motocyklové závody na přírodním okruhu konané v letech 1967 až 1990 a 2008 až 2019. Konaly se na 6,1 km dlouhém Těrlickém okruhu nacházejícím se na území Těrlicka a havířovských městských částí Bludovice a Životice.
- Fichtl Cup – závody legendárních motocyklů značky Jawa Pionýr.
- Těrlické slunko – tradiční slavnost k uvítání léta konající se na těrlickém náměstí a v jeho okolí. Jeho součástí je hudební produkce a pouť. Koná se každoročně v červnu.
- Tradiční kostelecká pouť – koná se u příležitosti svátku Sv. Vavřince, kterému byl vysvěcen místní kostel, poblíž kterého se pouť každoročně koná.
- Těrlický filmový festival (dříve Těrlické filmové léto) – přehlídka českých, slovenských a polských filmů konající se od roku 1993 vždy na podzim v místním kině Svoboda (v kulturním domě na náměstí).

### Turistické a cyklistické trasy
- modrá turistická trasa KČT Český Těšín – Těrlicko – Frýdek-Místek – Hukvaldy – Štramberk: na území obce prochází okolo památníku polských letců Źwirka a Wigury, dále přes Kostelec jihozápadním úbočím Babí hory a horní záchytnou hráz Těrlické přehrady do hornotěrlické lokality Zelené Město, dále pokračuje přes lokalitu Čaplovec směrem k Žermanické přehradě.
- žlutá turistická trasa KČT Albrechtice – Těrlicko, pod Kostelcem: trasa pod Kostelcem, nedaleko památníku letců Źwirka a Wigury tvoří alternativní odbočku přes albrechtické Červenky do železniční stanice Albrechtice u Českého Těšína.
- cyklotrasa 56 Bukovec – Havířov – Bohumín: tato trasa vede okolo většiny zajímavých míst na těrlickém území. Nedaleko sochařského parku v hradišťském Horním Dvoře směřuje přes Babí horu (její vrchol těsně míjí) na Kostelec, dále přes Źwirkovisko do Dolního Těrlicka přes hráz Těrlické přehrady, lokalitu Pacalůvka (Havířov-Životice), okolo hostince v Zátoce a přes tzv. start–cíl Těrlického motocyklového okruhu do Horního Těrlicka, kde míjí Jaškovskou krčmu, Larischův zámeček i náměstí. Dále pokračuje směrem do Horních Bludovic a dál.
- cyklotrasa 6090 (Greenway) Český Těšín – Dolní Domaslavice: ve směru od Koňákova směřuje jižním okrajem místní části Hradiště přes tzv. Čtyřmezí (rozhraní čtyř katastrů: Hradiště, Koňákov, Horní Žukov a Třanovice) a přes řeku Stonávku (už na území Třanovic) míří do Dolních Domaslavic.

## Geografie

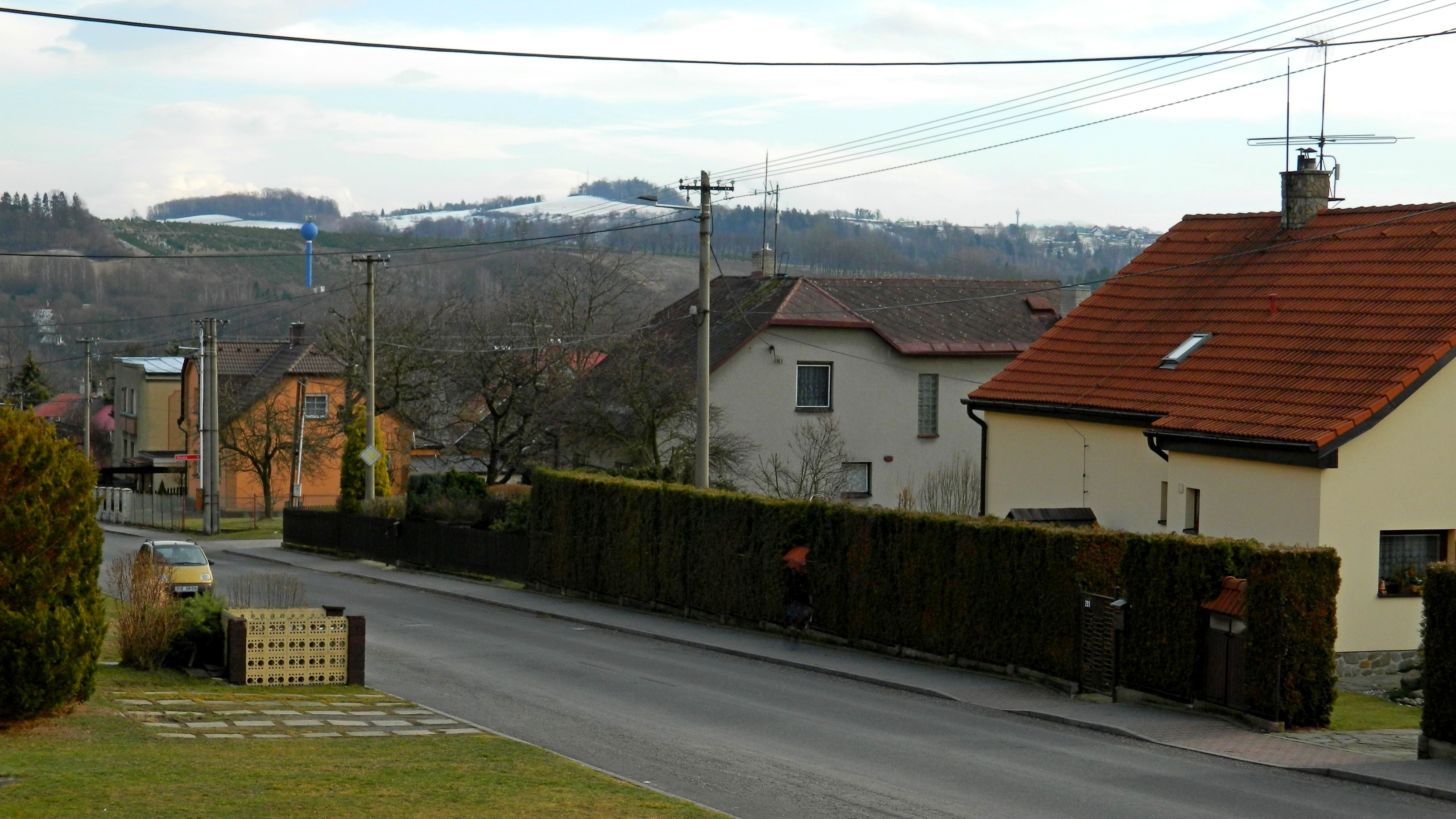
Pohled na Babí horu (423 m) z Horního Těrlicka

Obec Těrlicko se nachází na území geomorfologického celku Podbeskydská pahorkatina, která je součástí subprovincie Vnější Západní Karpaty. Ráz krajiny je v obci udáván kopci Těšínské pahorkatiny, konkrétně geomorfologickými okrsky Hornotěrlické pahorkatiny na západě a Hornožukovské pahorkatiny na východě, mezi kterými protéká řeka Stonávka. Nejvyšším bodem obce, dobře patrným ze širokého okolí, je Babí hora (423,2 m n. m.), nacházející se ve východní části obce, v místní části Hradiště. Tento bod je druhým nejvyšším, jak v Těšínské pahorkatině, tak v okrese Karviná.
Celé území patří do úmoří Baltského moře a povodí řeky Odry, kam je veškerá voda z Těrlicka odváděna řekou Stonávkou a přidruženými potůčky, potažmo řekou Olší, do které se v Karviné Stonávka vlévá. Pouze nejvýchodnější okraj obce, při hranici se Stanislavicemi, patří do povodí řeky Chotěbuzky, která se do Stonávky vlévá až na území Albrechtic. Průměrný průtok řeky Stonávky (profil Hradiště) se pohybuje okolo 0,964 m3·s−1, nejvyšší byl zaznamenán v době katastrofálních povodní, konkrétně dne 15. 9. 2024, kdy řekou protékalo 141 m3·s−1 , kdy byl překonán rekord ze dne 9. 7. 1997 (101,0 m3·s−1).
Území Těrlicka patří do mírně teplé oblasti MT10, průměrná roční teplota se pohybuje okolo 8 °C a průměrné roční srážky okolo 800 mm. Sousedními obcemi sídla jsou Soběšovice, Havířov, Třanovice, Žermanice, Dolní Domaslavice, Horní Bludovice, Český Těšín a Albrechtice.

## Doprava

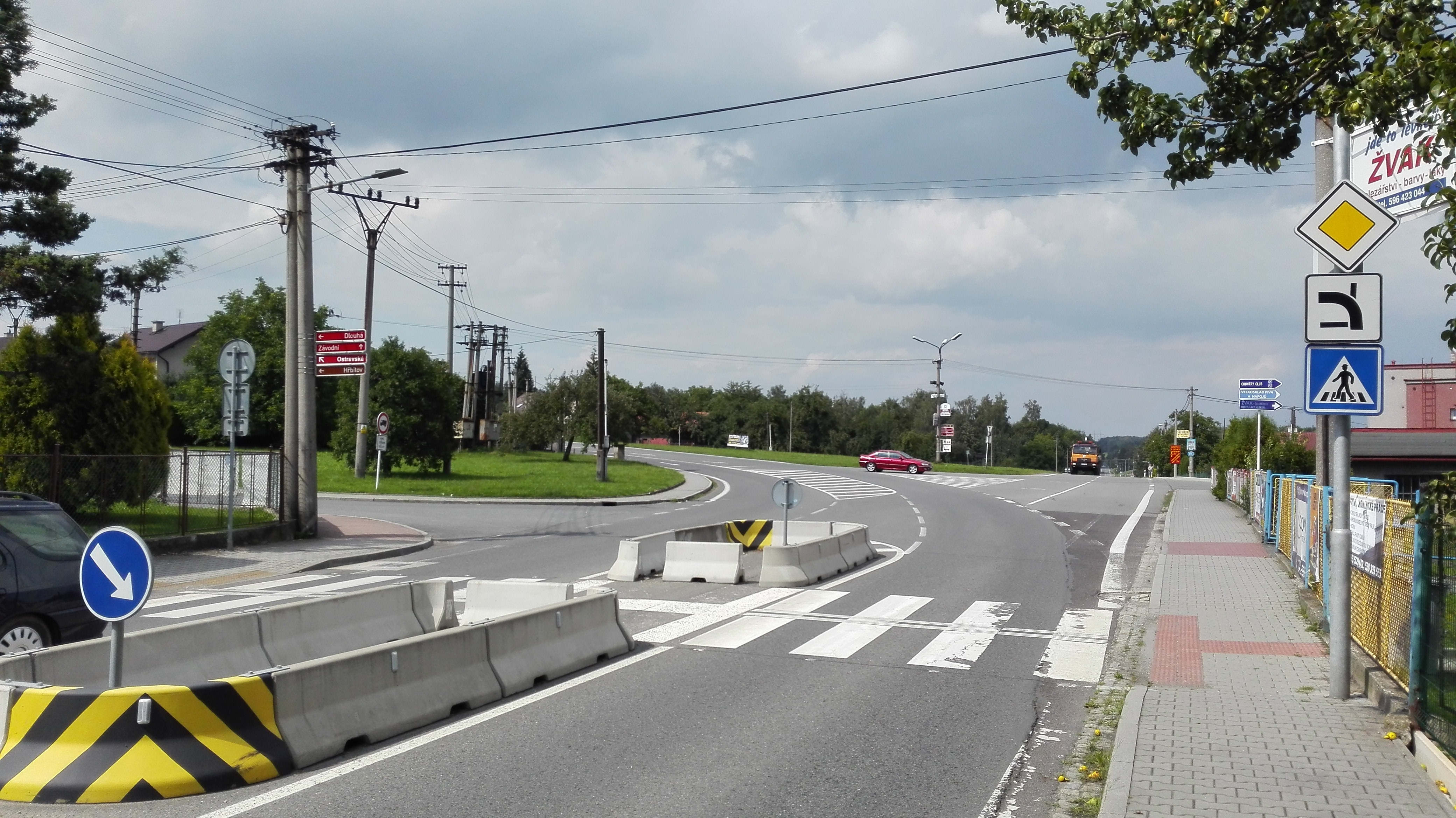
Křižovatka silnic I/11, II/474 a místních komunikací v centru Těrlicka

Těrlicko má dobré silniční napojení. Obcí prochází mezinárodní silnice I/11 a krajská silnice II/474, které zde asi v délce jednoho kilometru tvoří společnou peáž. Obě tyto silnice tvoří v centru obce frekventovanou křižovatku. Výhledově se počítá s výstavbou silničního obchvatu Havířova (kapacitní přeložka silnice I/11), který severo-jižním směrem protne katastr Těrlicka, součástí bude tunel pod zastavěnou částí Horního Těrlicka. Železničním spojením Těrlicko nedisponuje (nejbližší železniční stanicí je 4,5 km severně vzdušnou čarou vzdálená Horní Suchá).
Veřejná autobusová doprava byla v obci zavedena v roce 1949, kdy Těrlicko získalo spojení s okolím (zejména s Českým Těšínem, Karvinou a Ostravou). Do té doby byli obyvatelé nuceni chodit pěšky na 8 km vzdálenou železniční stanici v Šumbarku. Současně s výstavbou nedalekého Havířova od poloviny 50. let 20. století nabíralo na intenzitě spojení také s tímto městem. Páteřní linkou se stala linka (Jablunkov –) Třinec – Český Těšín – Havířov (– Ostrava), která Těrlickem projížděla v poměrně častém intervalu. Zastávka Těrlicko, střed se stala přestupním uzlem mezi spoji této linky a dalšími linkami provozovanými tehdejším národním podnikem ČSAD Ostrava.
Od roku 1993 začala do obce Těrlicko zajíždět MHD Havířov, konkrétně linky 417 (zajišťuje přímé spojení Horního Těrlicka s Havířovem včetně centra a Šumbarku, tři páry spojů v pracovní dny zajiždí až do těrlické místní části Hradiště) a 420 (zajišťuje spojení lokality Zelené Město, Horního Těrlicka a Dolního Těrlicka s Havířovem).

## Sport
Fotbalový klub FK Těrlicko 2022.

## Vývoj počtu obyvatel
Počet trvalých obyvatel roste, zejména díky přílivu obyvatel z okolních měst: počátkem roku 2016 jich zde žilo 4 372, zatímco v roce 2010 jich bylo 4 201. Při sčítání lidu v roce 2011 se 59,9 % obyvatel obce hlásilo k české, 9,7 % k polské, 3,3 % k moravské, 1,8 % k slezské, 1,6 % ke slovenské a 0,1 % k jiné národnosti, 20,5 % obyvatel svou národnost neuvedlo.
Tabulka vývoje počtu obyvatel v obci a jejich částech (Zdroj: Český statistický úřad):
| Rok                     | 1869 | 1880 | 1890 | 1900 | 1910 | 1921 | 1930 | 1939 | 1950 | 1961 | 1970 | 1980 | 1991 | 2001 | 2011 |
| ----------------------- | ---- | ---- | ---- | ---- | ---- | ---- | ---- | ---- | ---- | ---- | ---- | ---- | ---- | ---- | ---- |
| Horní Těrlicko          | 1419 | 1446 | 1444 | 1375 | 1387 | 1348 | 1472 | 1570 | 1516 | 1801 | 2220 | 2560 | 2711 | 2890 | 2917 |
| Dolní Těrlicko          | 437  | 454  | 393  | 437  | 617  | 634  | 684  | 710  | 660  | 453  | 412  | 409  | 395  | 407  | 489  |
| Hradiště pod Babí horou | 761  | 843  | 753  | 731  | 756  | 698  | 811  | 833  | 910  | 757  | 753  | 745  | 768  | 829  | 840  |
| Těrlicko celkem         | 2617 | 2743 | 2590 | 2543 | 2760 | 2680 | 2967 | 3113 | 3086 | 3011 | 3385 | 3714 | 3866 | 4126 | 4246 |

## Galerie

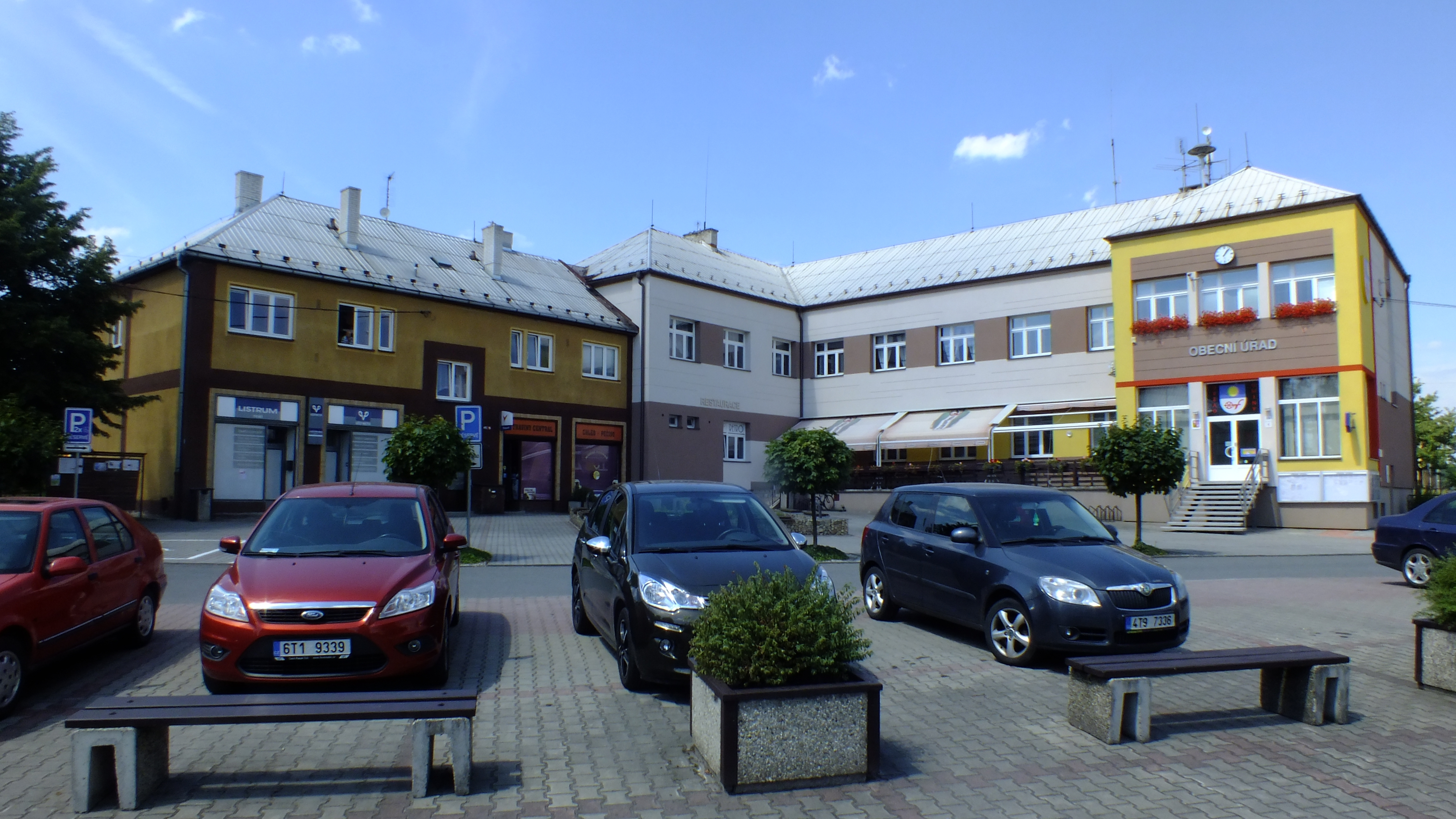
Těrlické náměstí
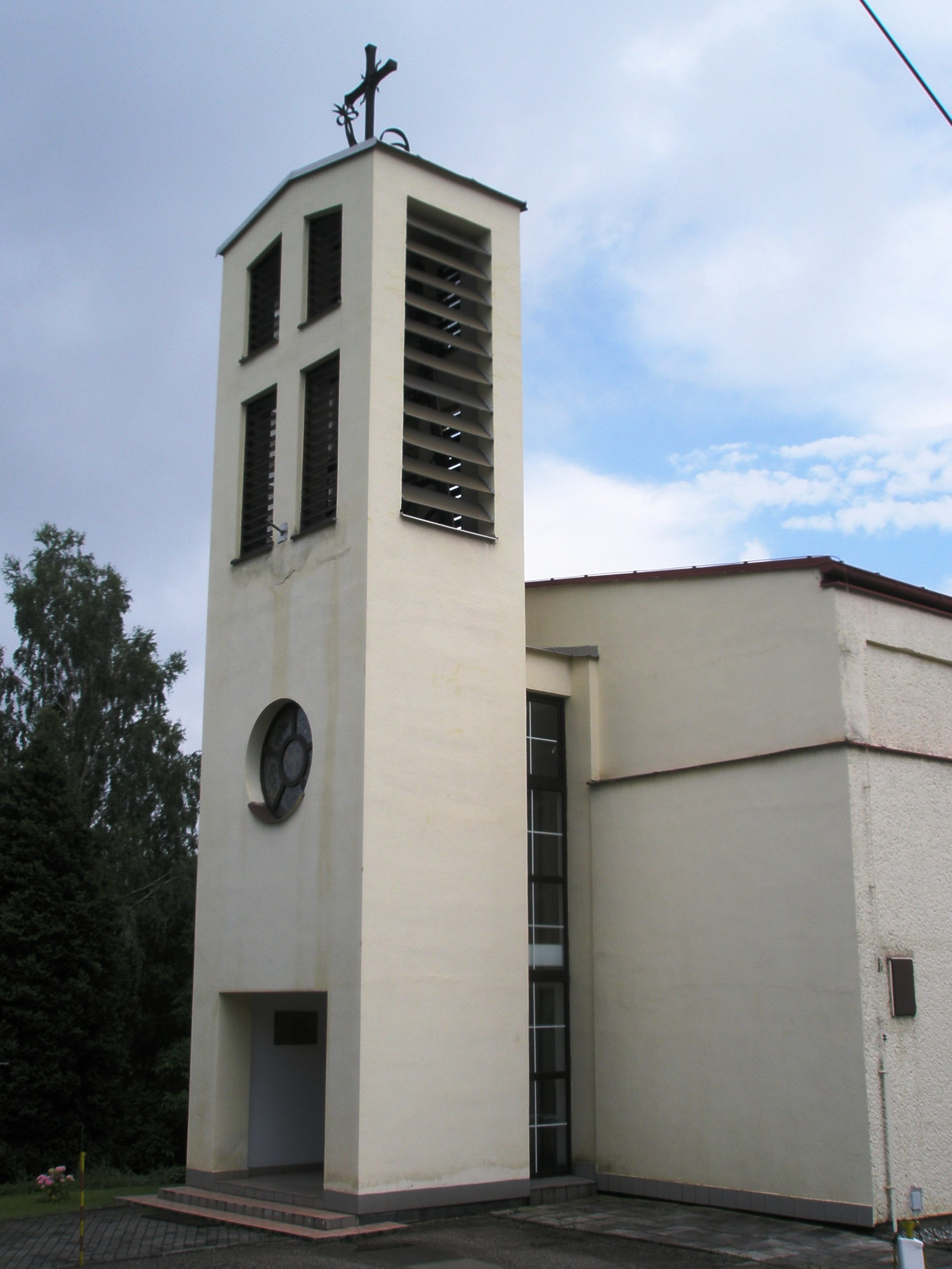
Evangelický kostel v lokalitě Osekovice
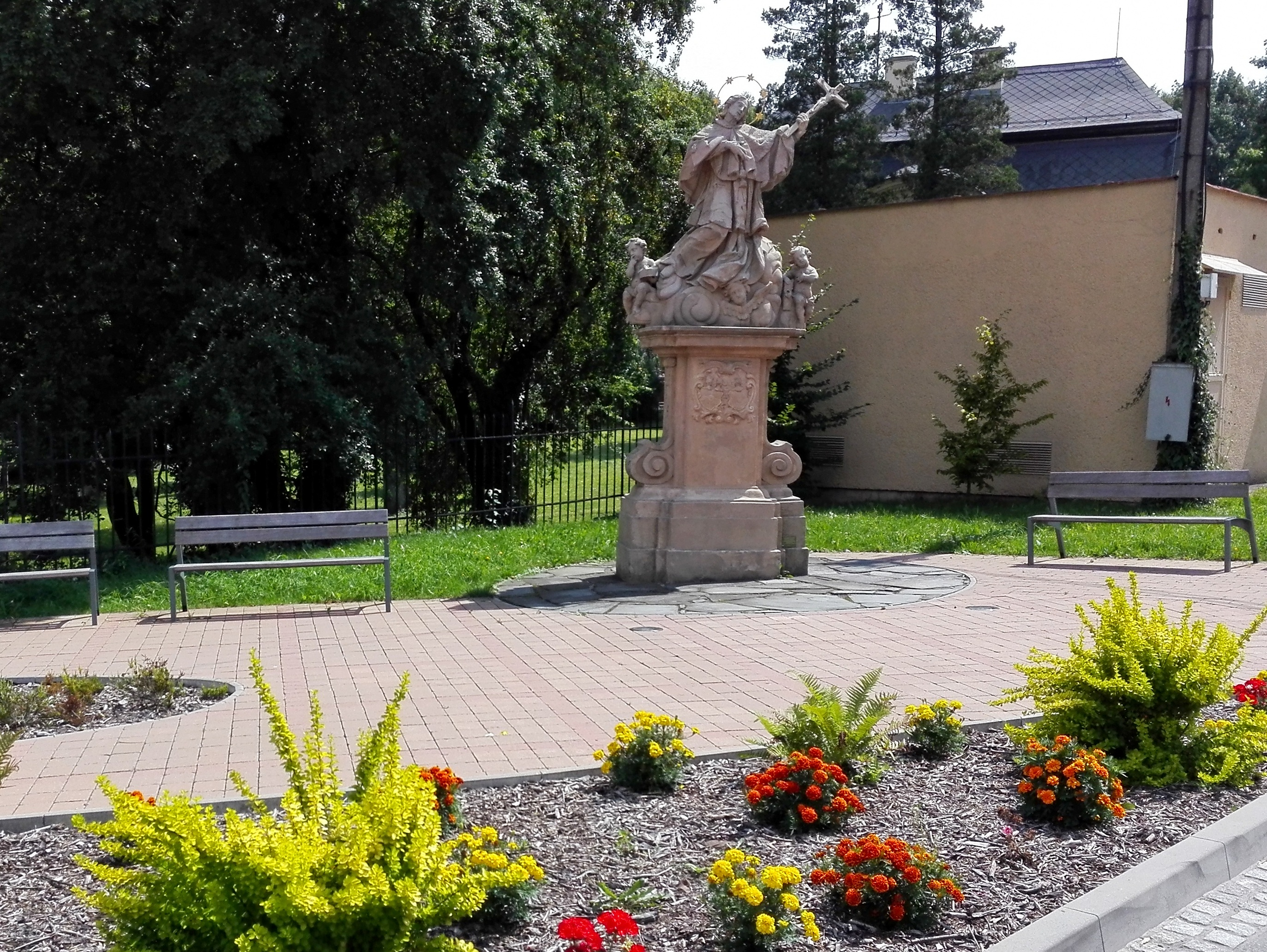
Sousoší sv. Jana Nepomuckého
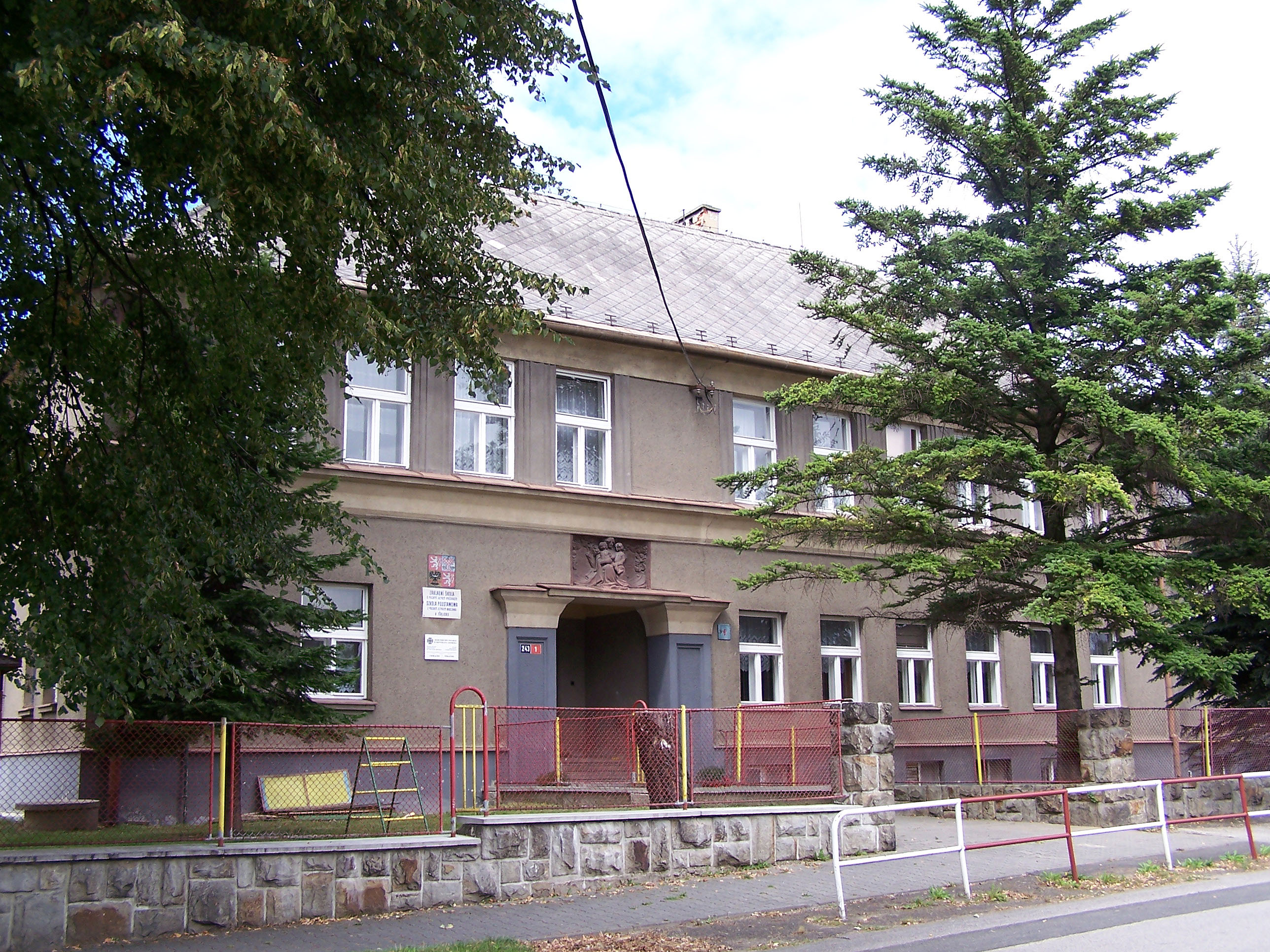
Polská škola
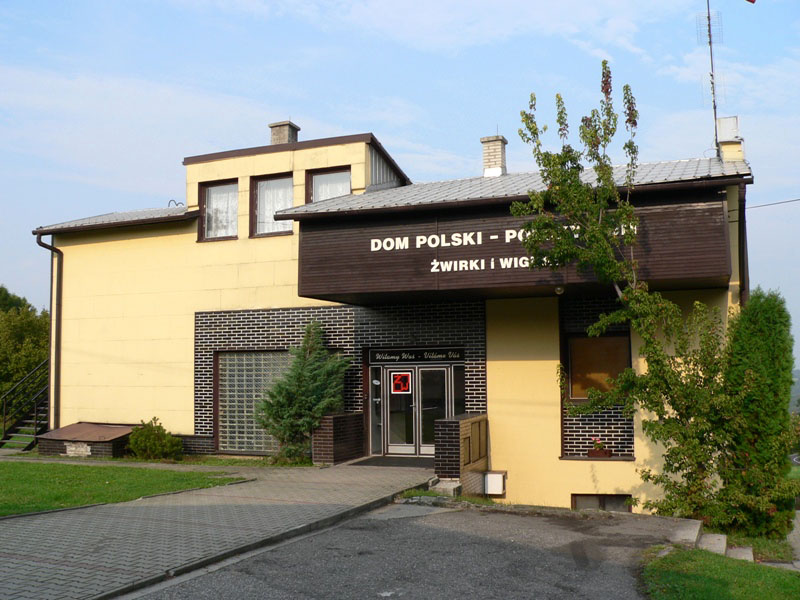
Polský dům
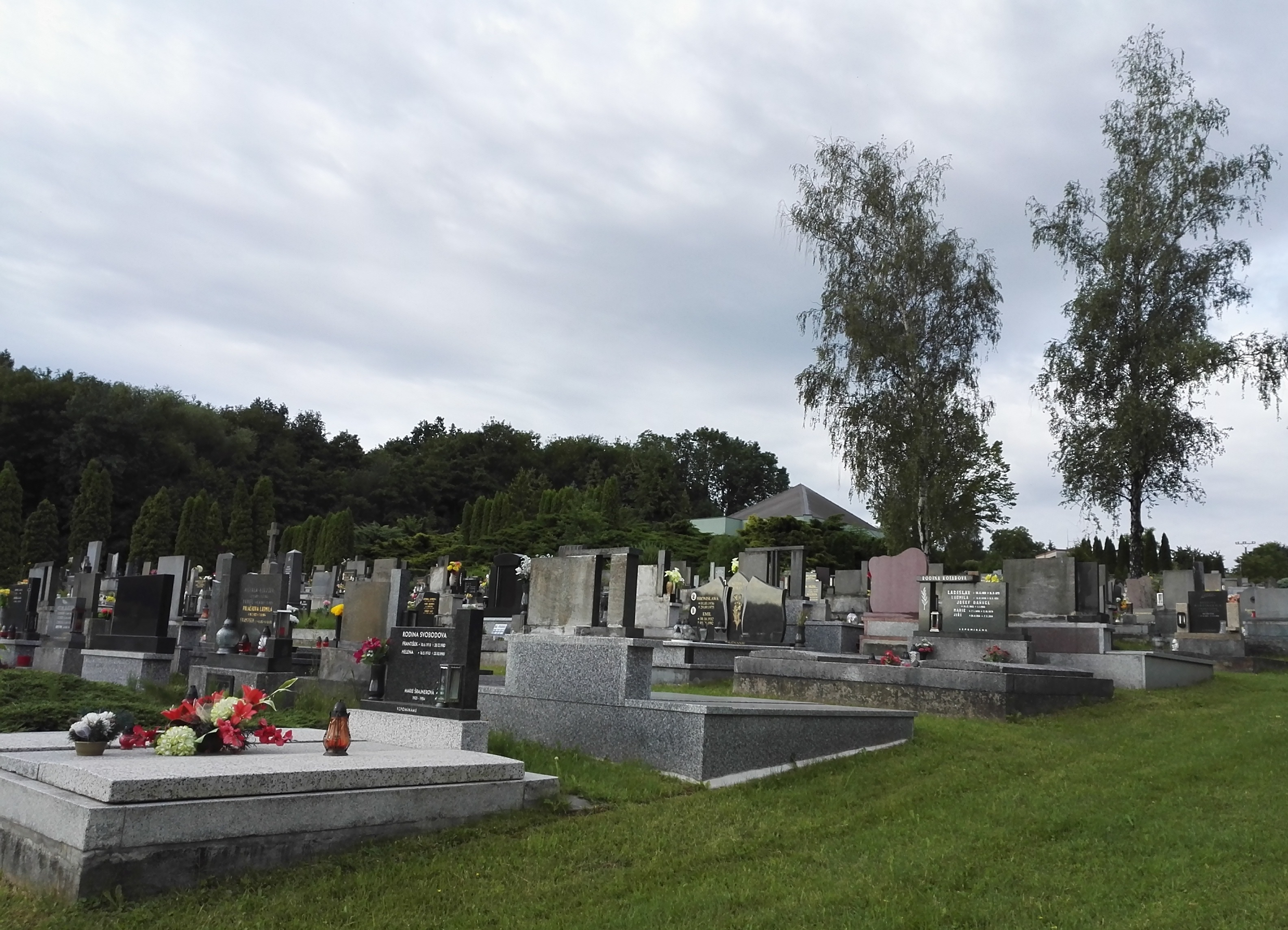
Obecní hřbitov
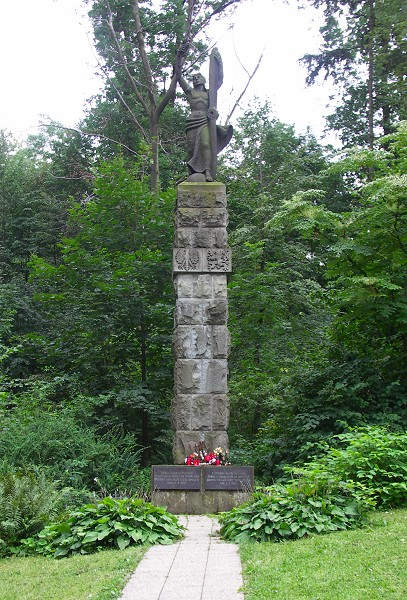
Památník v místě katastrofy Žwirky a Wigury

## Partnerská obec
Chybie, Polsko